# Rim Kyŏng Man
Rim Kyŏng Man, również Rim Kyŏng Man (kor. 림경만, ur. 28 sierpnia 1946) – północnokoreański polityk i były dyplomata. Członek Komitetu Centralnego Partii Pracy Korei oraz przewodniczący Komitetu Ludowego (regionalnego parlamentu) w specjalnej strefie ekonomicznej Rasŏn na północnym wschodzie kraju.

## Kariera
Rim Kyŏng Man urodził się 28 sierpnia 1946 roku. Absolwent kulturoznawstwa Uniwersytetu im. Kim Ir Sena w Pjongjangu. Karierę w aparacie państwowym zaczynał jako dyplomata. W latach 80. XX wieku pracował jako radca ds. handlowych w ambasadzie KRLD w Indonezji. Pod koniec lat 80. objął stanowisko kierownicze w ministerstwie handlu (od 1989 roku był szefem biura współpracy handlowej z krajami Afryki), w którym został dyrektorem Wydziału Zagranicznego w kwietniu 1999 roku, a po 5 latach szefem całego resortu (od kwietnia 2004 do marca 2008 roku; poprzednik: Ri Kwang Gŭn, następca: Ri Ryong Nam). W międzyczasie, od marca 2001 pracował także jako przedstawiciel ministerstwa handlu KRLD w chińskim mieście Dalian. Jako minister zainteresował się także sportem – w styczniu 2006 wybrany na prezesa Koreańskiego Związku Piłki Nożnej, piłkarskiej federacji KRLD. Stanowisko zajmował jednak zaledwie przez osiem miesięcy (następca: Ch'oe Nam Gyun), do września 2006. W lipcu tego samego roku wybrany przewodniczącym Stowarzyszenia Przyjaźni Koreańsko-Syryjskiej. W międzyczasie szefował ponadto północnokoreańskiej federacji bokserskiej – ze stanowiska odszedł w listopadzie 2006, jego następcą na tym stanowisku został Ri Yong Sŏn.
W lutym 2010 roku objął funkcję szefa komitetu Partii Pracy Korei w specjalnej strefie ekonomicznej Rasŏn na północnym wschodzie kraju (zastąpił na tym stanowisku Kim Hyŏn Ju). Funkcję tę sprawuje do dziś. W związku z jej pełnieniem towarzyszył przywódcom Korei Północnej w wizytacjach zakładów przemysłowych na terenie strefy Rasŏn, między innymi w grudniu 2010 roku.
Podczas 3. Konferencji Partii Pracy Korei 28 września 2010 roku został wybrany po raz pierwszy wybrany członkiem Komitetu Centralnego Partii Pracy Korei. 
Po śmierci Kim Dzong Ila w grudniu 2011 roku, Rim Kyŏng Man znalazł się na 55. miejscu w 233-osobowym Komitecie Żałobnym. Świadczyło to o przynależności Rim Kyŏng Mana do grona kierownictwa politycznego Koreańskiej Republiki Ludowo-Demokratycznej. Według specjalistów, miejsca na listach tego typu określały rangę polityka w hierarchii aparatu władzy.